# Hill of Freedom
Pour plus de détails, voir Fiche technique et Distribution.
Hill of Freedom (자유의 언덕, Jayuui eondeok) est un film sud-coréen réalisé par Hong Sang-soo, sorti en 2014.
L’origine du nom du film, Hill of Freedom (Colline de la Liberté), vient du nom du café d’origine japonaise où sont tournées la plupart des scènes du film, qui reprend le nom d’un quartier chic du grand Tokyo 自由が丘 (Jiyūgaoka).

## Synopsis
Une femme de Séoul reçoit par la poste, en un seul envoi, des lettres d’un Japonais, Mori, qui lui a demandé de l’épouser deux ans auparavant mais qu’elle avait alors repoussé. Celui-ci arrive à Séoul pour la retrouver. Comme elle est absente, il attend son retour en s'installant dans une chambre d'hôtes où il fait plusieurs rencontres, des âmes esseulées et solitaires, comme lui.

## Fiche technique
- Titre original : 자유의 언덕, Jayuui eondeok
- Titre français : Hill of Freedom
- Réalisation et scénario : Hong Sang-soo
- Pays d'origine :  Corée du Sud
- Format : couleurs - 35 mm - 1,85:1
- Genre : drame
- Durée : 66 minutes
- Date de sortie : 2014

## Distribution
- Ryō Kase : Mori
- Moon So-ri : Young-sun
- Seo Young-hwa : Kwon
- Kim Eui-sung : Sang-won
- Youn Yuh-jung : Juok
- Gi Ju-bong : Byeong-joo

## Distinctions
Le film a été présenté dans de nombreux festivals importants et a reçu plusieurs prix en Corée du Sud et aux États-Unis.

### Festivals
- Festival des 3 Continents 2014 : Montgolfière d'or
- Mostra de Venise 2014 : sélection officielle en section Orizzonti
- Festival international du film de Gijón 2014 : sélection officielle en compétition
- Festival du film d'Abou Dabi 2014 : sélection officielle en section Fictions
- Festival du film de Lisbonne et d'Estoril 2014 : sélection officielle en compétition
- Festival du film asiatique de Barcelone 2015 : prix du meilleur réalisateur en section Panorama

### Récompenses
Prix gagnés
- Korean Association of Film Critics Award du meilleur film
- Wildflower Film Award du meilleur réalisateur
- International Cinephile Society Award du meilleur film non distribué aux États-Unis en 2014
- IndieWire Critics Poll : meilleur film non distribué aux États-Unis en 2014
- Prix du magazine Cine21 : meilleur film et meilleur acteur pour Ryō Kase

Nominations
- Baeksang Arts Award du meilleur réalisateur
- Asian Film Award du meilleur film
- Asian Film Award du meilleur réalisateur
- Asian Film Award du meilleur acteur pour Ryō Kase
- Wildflower Film Award du meilleur acteur pour Ryō Kase
- Wildflower Film Award de la meilleure actrice pour Moon So-ri